# Teucholabis (Teucholabis) xantha
Teucholabis (Teucholabis) xantha is een tweevleugelige uit de familie steltmuggen (Limoniidae). De soort komt voor in het Neotropisch gebied.